# Nippon Sheet Glass
Nippon Sheet Glass Co., Ltd. (日本板硝子株式会社 Nihon Ita-Garasu Kabushiki-gaisha) forkortet NSG (TYO: 5202
) er multinational glasproducent fra Japan. I 2012 var koncernens omsætning på 5,546 mia. amerikanske dollar og der var i alt omkring 28.000 medarbejdere., hvilket gjorde den til en af verdens fire største glasproducenter sammen med Asahi Glass, Saint-Gobain og Guardian Industries. I 2006 blev den britiske glasproducent Pilkington opkøbt af NSG. Koncernen er en del af Sumitomo keiretsu. Hovedkvarteret er i Minato i Tokyo.
Selskabet er børsnoteret på Tokyo Stock Exchange og med i Nikkei 225 aktieindekset.
NSG har fabrikker i 29 lande og salg i 130 lande.
Koncernens fladglasforretning omfatter bl.a. byggematerialer og automobilprodukter, samlet omkring 90 % af koncernens salg. Den restenrende del af salget på omkring 10 % omfatter specialglas og niche-produkter bl.a. skærmglas og optikglas.
42 % af koncernens salg er i Europa, 28 % er i Japan, 13 % er i Nordamerika, mens de resterende 17 % af salget primært er i Sydamerika, Sydøstasien og Kina.

## Historie
Virksomheden er etableret i november 1918 som America Japan Sheet Glass Co., Ltd. med hovedsæde i Osaka, efter at den tilegnede sig teknologi fra Libbey Owens Ford Glass Co. fra USA til produktion af fladglas ved hjælp af Colburn-processen. I 1931 skiftede virksomheden navn til Nippon Sheet Glass Co., Ltd.. Under 2. Verdenskrig ekspanderede virksomheden i Japan. I oktober 1970 blev Nippon Safety Glass Co., Ltd overtaget. I april 1999 fusionerede virksomheden med Nippon Glass Fiber Co., Ltd. og Micro Optics Co., Ltd. I april 2001 opkøbte NSG Nippon Muki Co., Ltd. I juli 2004 blev hovedkvarteret flyttet fra Osaka til Minato i Tokyo.

### Pilkington
I 1986 opkøbte Pilkington Libbey Owens Ford. I 2001 lavede NSG en aftale om opkøb af 20% af Pilkington fra Storbritannien og i juni 2006 opkøbte NSG de resterende 80 % i Pilkington.